# Омельянчук, Игорь Владимирович
И́горь Влади́мирович Омельянчу́к — российский историк, специалист по политическим движениям России начала XX века. Доктор исторических наук (2007).

## Биография
В 1994 году окончил Киевский государственный университет имени Т. Г. Шевченко по специальности «История», в 1997 году окончил аспирантуру в этом же университете. С 1998 года кандидат исторических наук, тема диссертации: «Черносотенное движение на Украине (1904—1914 гг.)». С 2007 года доктор исторических наук, тема диссертации «Черносотенное движение в Российской империи (1901—1914 гг.)».
2008—2021 — профессор кафедры истории России и краеведения Владимирского государственного университета.
2014—2015 — доцент кафедры истории и регионоведения Санкт-Петербургского государственного университета телекоммуникаций.
С 2021 года — профессор Института гуманитарных наук Московского городского педагогического университета
С 2024 года - профессор Московского Государственного Технического Университета им. Н. Э. Баумана

## Научные труды
Автор трёх монографий и более 100 научных статей.

### Монографии
- Омельянчук И. В. Черносотенное движение на территории Украины (1904—1914). Киев: НИУРО, 2000. — 168 с.
- Омельянчук И. В. Черносотенное движение в Российской империи (1901—1914). Киев: МАУП, 2006. — 744 с.
- Омельянчук И. В. История нотариата Владимирской губернии. Владимир, Изд-во ООО «Транзит-ИКС», 2013. — 272 с.

### Основные статьи
- Омельянчук И. В. Черносотенное движение на территории Украины (1904‒1914 гг.) Архивная копия от 8 мая 2019 на Wayback Machine. — К., 2000. — 168 с. ISBN 966-7521-09-5
- Омельянчук И. В. Социальный состав черносотенных партий в начале XX века Архивная копия от 8 ноября 2017 на Wayback Machine // Отечественная история. — 2004. — № 2. — С. 84‒96.
- Омельянчук И. В. Проблемы экономического развития России во взглядах правых монархистов начала XX века // Отечественная история. — 2006. — № 1. — С. 16‒23.
- Омельянчук И. В. Крестьянский вопрос в программах консервативно-монархических партий России (1905‒1914 гг.) // Вопросы истории. — 2006. — № 7. — С. 83‒97.
- Омельянчук И. В. Украинский и польский вопросы в контексте этнополитической составляющей идеологии консервативно-монархических партий России начала XX века // Славяноведение. — 2006. — № 5 Архивная копия от 8 мая 2019 на Wayback Machine. — С. 9‒24.
- Омельянчук И. В. О месте Всероссийского национального союза в партийной системе начала XX в. // Вопросы истории. — 2008. — № 4. — С. 95‒104.
- Омельянчук И. В. Рабочий вопрос в идеологии и практике российских консерваторов начала XX в. // Вопросы истории. — 2010. — № 3. — С. 22‒37.
- Омельянчук И. В. Правые партии и П. А. Столыпин Архивная копия от 8 мая 2019 на Wayback Machine // Российская история. — 2012. — № 2. — С. 62‒76.
- Омельянчук И. В. Противостояние «Россия — Запад» в идеологии российских консерваторов в начале XX в. // Вопросы истории. — 2012. — № 5. — С. 123‒134.
- Омельянчук И. В. Парламентаризм в идеологии российских консерваторов начала XX в. // Вопросы истории. — 2015. — № 2. — С. 13‒35.
- Омельянчук И. В. Провинциальная контрреволюция: Иваново-вознесенская самодержавно-монархическая партия в 1905‒1917 гг. // Российская история. — 2017. — № 2 Архивная копия от 18 апреля 2021 на Wayback Machine. — С. 113‒130.
- Омельянчук И. В. Монархисты в 1905‒1917 гг.: от триумфа к катастрофе // Вопросы истории. — 2017. — № 7. — С. 3‒21.

## Критика
- Иванов А. А. Были ли русские националисты черносотенцами? (О статье И. В. Омельянчука) // Вопросы истории. — 2008. — № 11. — С. 171‒175.